# チェイス・フーパー
チェイス・フーパー（Chase Hooper, 1999年9月13日 - ）は、アメリカ合衆国ワシントン州イーナムクロー出身の男性総合格闘家。コンバット・スポーツ&フィットネス所属。

## 経歴

### キャリア初期
高校時代に総合格闘技を始め、アマチュアの試合では5勝0敗だった。またブラジリアン柔術にも打ち込んでおり、2016年のパンアメリカン柔術選手権ではジュブナイル163.5lb級で優勝、ジュブナイルヘビー級で準優勝した。
2017年10月7日にプロデビューし、エドソン・ペナドにリアネイキッドチョークで勝利した。

### UFC
2019年12月14日のUFC 245にて、ダニエル・テイマーにTKO勝ちした。
2020年6月6日、UFC 250にてアレックス・カサレスに判定負けし、プロ初黒星を喫した。
2022年5月21日、UFC Fight Night: Holm vs. Vieiraでフェリペ・コラレスにTKO勝ちし、パフォーマンス・オブ・ザ・ナイトを受賞した。
2024年12月7日、UFC 310でクレイ・グイダと対戦し、腕ひしぎ十字固めで1R一本勝ち。パフォーマンス・オブ・ザ・ナイトを受賞した。

## 戦績
| 総合格闘技 戦績 | 総合格闘技 戦績 | 総合格闘技 戦績 | 総合格闘技 戦績 | 総合格闘技 戦績 | 総合格闘技 戦績 | 総合格闘技 戦績 |
| --------------- | --------------- | --------------- | --------------- | --------------- | --------------- | --------------- |
| 20 試合         | (T)KO           | 一本            | 判定            | その他          | 引き分け        | 無効試合        |
| 16 勝           | 4               | 8               | 4               | 0               | 1               | 0               |
| 4 敗            | 2               | 0               | 2               | 0               | 1               | 0               |

| 勝敗 | 対戦相手                     | 試合結果                               | 大会名                            | 開催年月日     |
| ×    | アレクサンダー・ヘルナンデス | 1R 4:58 TKO（右ストレート→パウンド）   | UFC 319: du Plessis vs. Chimaev   | 2025年8月16日  |
| ○    | ジム・ミラー                 | 5分3R終了 判定3-0                      | UFC 314: Volkanovski vs. Lopes    | 2025年4月12日  |
| ○    | クレイ・グイダ               | 1R 3:41 腕ひしぎ十字固め               | UFC 310: Pantoja vs. Asakura      | 2024年12月7日  |
| ○    | ビチェスラフ・ボルチェフ     | 2R 3:00 一本（ブラボーチョーク）       | UFC on ESPN: Lewis vs. Nascimento | 2024年5月11日  |
| ○    | ジョーダン・レビット         | 1R 2:58 一本（リアネイキッドチョーク） | UFC Fight Night: Allen vs. Craig  | 2023年11月18日 |
| ○    | ニック・フィオレ             | 5分3R終了 判定3-0                      | UFC Fight Night: Dern vs. Hill    | 2023年5月20日  |
| ×    | スティーブ・ガルシア         | 1R 1:32 TKO（パンチ）                  | UFC Fight Night: Kattar vs. Allen | 2022年10月29日 |
| ○    | フェリペ・コラレス           | 2R 3:00 TKO（パンチ）                  | UFC Fight Night: Holm vs. Vieira  | 2022年5月21日  |
| ×    | スティーブン・ピーターソン   | 5分3R終了 判定0-3                      | UFC 263                           | 2021年6月12日  |
| ○    | ピーター・バレット           | 3R 3:32 一本（ヒールフック）           | UFC 256                           | 2020年12月12日 |
| ×    | アレックス・カサレス         | 5分3R終了 判定0-3                      | UFC 250                           | 2020年6月6日   |
| ○    | ダニエル・テイマー           | 1R 4:34 TKO（パンチ）                  | UFC 245                           | 2019年12月14日 |
| ○    | ルイス・ゴメス               | 1R 3:31 一本（リアネイキッドチョーク） | Titan FC 55                       | 2019年6月28日  |
| ○    | スカイ・モイセイチク         | 2R 3:47 TKO（パンチ）                  | Island Fights 54                  | 2019年3月22日  |
| △    | ラショーン・アルコックス     | ドロー                                 | CFFC 71                           | 2018年12月14日 |
| ○    | キャナン・カワイエ           | 5分3R終了 判定3-0                      | Dana White's Contender Series 14  | 2018年6月24日  |
| ○    | ブレット・マローン           | 2R 4:08 一本（リアネイキッドチョーク） | Combat Games 61                   | 2018年4月21日  |
| ○    | ドリュー・ブロークンシアー   | 5分5R終了 判定3-0                      | Dominate FC                       | 2018年2月24日  |
| ○    | ワイアット・ゴンザレス       | 1R 3:57 一本（トライアングルチョーク） | Cagesport 49                      | 2018年2月10日  |
| ○    | ショーン・ソリス             | 1R 3:01 TKO（パンチ）                  | Cagesport 48                      | 2017年12月16日 |
| ○    | エドソン・ペナド             | 1R 2:45 一本（リアネイキッドチョーク） | Rumble on the Ridge 40            | 2017年10月7日  |